# Rio Ave FC
Rio Ave Futebol Clube är en portugisisk fotbollsklubb från staden Vila do Conde. Klubben grundades 1939 och spelar sina hemmamatcher på Estádio dos Arcos.

## Placering tidigare säsonger
| Säsong    | Nivå | Liga            | Placering | Referens | Notering                        |
| --------- | ---- | --------------- | --------- | -------- | ------------------------------- |
| 2010/2011 | 1    | Primeira Liga   | 8         | [ 1 ]    |                                 |
| 2011/2012 | 1    | Primeira Liga   | 14        | [ 2 ]    |                                 |
| 2012/2013 | 1    | Primeira Liga   | 6         | [ 3 ]    |                                 |
| 2013/2014 | 1    | Primeira Liga   | 11        | [ 4 ]    |                                 |
| 2014/2015 | 1    | Primeira Liga   | 10        | [ 5 ]    |                                 |
| 2015/2016 | 1    | Primeira Liga   | 6         | [ 6 ]    |                                 |
| 2016/2017 | 1    | Primeira Liga   | 7         | [ 7 ]    |                                 |
| 2017/2018 | 1    | Primeira Liga   | 5         | [ 8 ]    |                                 |
| 2018/2019 | 1    | Primeira Liga   | 7         | [ 9 ]    |                                 |
| 2019/2020 | 1    | Primeira Liga   | 5         | [ 10 ]   |                                 |
| 2020/2021 | 1    | Primeira Liga   | 16        | [ 11 ]   | Nedflyttad till Liga Portugal 2 |
| 2021/2022 | 2    | Liga Portugal 2 | 1         | [ 12 ]   |                                 |
| 2022/2023 | 1    | Primeira Liga   | 12        |          |                                 |

## Färger
Rio Ave FC spelar i vit och grön trikåer, bortastället är vit.

### Trikåer
| RIO AVE FC       | RIO AVE FC         |
| Trikåer          | Trikåer            |
| ---------------- | ------------------ |
| Hemmakit         | Bortaställ         |
| 2019– · Hemmakit | 2019– · Bortaställ |

## Rio Ave i Europa
För första gången i sin historia, deltog Rio Ave i Europa League år 2014.
- 2014/15 -  Europa League

| Tredje kvalomgången | Tredje kvalomgången | Tredje kvalomgången |
| ------------------- | ------------------- | ------------------- |
| IFK Göteborg        | Rio Ave             | 0-1                 |
| Rio Ave             | IFK Göteborg        | 0–0                 |
| Playoff             |                     |                     |
| IF Elfsborg         | Rio Ave             | 2-1                 |
| Rio Ave             | IF Elfsborg         | 1-0                 |